# Championnat de Serbie-et-Monténégro de football 2004-2005
Navigation
Saison précédente Saison suivante
La saison 2004-2005 du Championnat de Serbie-et-Monténégro de football était la 3e édition du championnat national de première division de Serbie-et-Monténégro. Les seize meilleurs clubs du pays sont regroupés au sein d'une poule unique où ils affrontent leurs adversaires deux fois, une fois à domicile et une fois à l'extérieur. En fin de saison, les 3 derniers du classement sont relégués en 2e division et sont remplacés par les 3 meilleurs clubs de D2.
Cette saison, le Partizan Belgrade redevient champion de Serbie-et-Monténégro en terminant en tête du classement, avec 6 points d'avance sur le tenant du titre, l'Étoile rouge de Belgrade. Le Zeta Golubovci complète le podium, à 21 points du Partizan. C'est le 2e titre de champion du Partizan en 3 éditions.

## Les 16 clubs participants
| - FK Partizan Belgrade - OFK Belgrade - Étoile rouge de Belgrade - FK Vojvodina Novi Sad - FK Sutjeska Nikšić - Obilic Belgrade - FK Radnički Jugopetrol Belgrade - Promu de D2 - FK Hajduk Belgrade - Promu de D2 | - FK Čukarički - Promu de D2 - FK Budućnost Podgorica - Promu de D2 - Borac Cacak - FK Zeleznik Belgrade - Hajduk-Rodic MB Kula - FC Smederevo - FK Zemun - Zeta Golubovci |

## Compétition

### Classement
Le barème utilisé pour établir le classement est le suivant :
- Victoire : 3 points
- Match nul : 1 point
- Défaite : 0 point

| Rang | Équipe                              | Pts | J  | G  | N  | P  | Bp | Bc | Diff |
| ---- | ----------------------------------- | --- | -- | -- | -- | -- | -- | -- | ---- |
| 1    | Partizan Belgrade                   | 80  | 30 | 25 | 5  | 0  | 81 | 20 | +61  |
| 2    | Étoile rouge de Belgrade (T)        | 74  | 30 | 23 | 5  | 2  | 66 | 18 | +48  |
| 3    | Zeta Golubovci                      | 59  | 30 | 18 | 5  | 7  | 52 | 30 | +22  |
| 4    | OFK Belgrade                        | 50  | 30 | 16 | 2  | 12 | 51 | 36 | +15  |
| 5    | FK Zemun                            | 43  | 30 | 12 | 7  | 11 | 31 | 34 | -3   |
| 6    | Budućnost Podgorica (P)             | 41  | 30 | 12 | 5  | 13 | 37 | 37 | 0    |
| 7    | Hajduk-Rodic MB Kula                | 39  | 30 | 10 | 9  | 11 | 34 | 37 | -3   |
| 8    | Vojvodina Novi Sad                  | 38  | 30 | 10 | 8  | 12 | 31 | 37 | -6   |
| 9    | FK Zeleznik Belgrade (C)            | 38  | 30 | 11 | 5  | 14 | 38 | 45 | -7   |
| 10   | FC Smederevo                        | 37  | 30 | 9  | 10 | 11 | 28 | 36 | -8   |
| 11   | Obilic Belgrade                     | 36  | 30 | 10 | 6  | 14 | 35 | 47 | -12  |
| 12   | FK Radnički Jugopetrol Belgrade (P) | 35  | 30 | 10 | 5  | 15 | 33 | 38 | -5   |
| 13   | Borac Čačak                         | 34  | 30 | 9  | 7  | 14 | 34 | 44 | -10  |
| 14   | Čukarički Stankom (P)               | 32  | 30 | 8  | 8  | 14 | 32 | 41 | -9   |
| 15   | FK Sutjeska Nikšić                  | 22  | 30 | 5  | 7  | 18 | 21 | 48 | -27  |
| 16   | FK Hajduk Belgrade (P)              | 12  | 30 | 2  | 6  | 22 | 20 | 76 | -56  |

|  | Qualification pour la Ligue des clubs champions 2005-2006                                                  |
|  | Qualification pour la Coupe UEFA 2005-2006                                                                 |
|  | Qualification pour la Coupe Intertoto 2005                                                                 |
|  | Relégation en Prva Liga                                                                                    |
|  | (T) : Tenant du titre (C) : Vainqueur de la Coupe de Serbie-et-Monténégro (P) : Promu de deuxième division |

- Le FK Radnički Jugopetrol Belgrade déclare forfait en fin de saison et est rétrogradé en troisième division.

## Bilan de la saison
| Championnat de Serbie-et-Monténégro de football 2004-2005      |                                                                                                  |
| Champion                                                       | Partizan Belgrade (2e titre)                                                                     |
| Coupes et trophées                                             |                                                                                                  |
| Vainqueur de la Coupe de Serbie-et-Monténégro 2004-2005        | FK Zeleznik Belgrade                                                                             |
| Qualifications continentales                                   |                                                                                                  |
| Ligue des clubs champions 2005-2006 (2e tour de qualification) | Partizan Belgrade                                                                                |
| Coupe UEFA 2005-2006                                           | Étoile rouge de Belgrade                                                                         |
| Coupe UEFA 2005-2006                                           | Zeta Golubovci                                                                                   |
| Coupe UEFA 2005-2006                                           | OFK Belgrade                                                                                     |
| Coupe Intertoto 2005                                           | Budućnost Podgorica                                                                              |
| Coupe Intertoto 2005                                           | FC Smederevo                                                                                     |
| Promotions et relégations                                      |                                                                                                  |
| Promus en First League                                         | FK Rad Belgrade Buducnost Banacki Dvor Javor Ivanjica Jedinstvo Bijelo Polje                     |
| Relégués en Prva Liga                                          | FK Čukarički FK Sutjeska Nikšić FK Hajduk Belgrade FK Radnički Jugopetrol Belgrade (3e division) |